# Edithcolea grandis
Edithcolea grandis ist die einzige Art der monotypischen Gattung Edithcolea. Sie steht ziemlich isoliert in der Tribus Stapeliinae in der Unterfamilie der Seidenpflanzengewächse (Asclepiadoideae) innerhalb der Familie der Hundsgiftgewächse (Apocynaceae). Sie ist nach Edith Cole (1859–1940), einer britischen Pflanzensammlerin benannt.

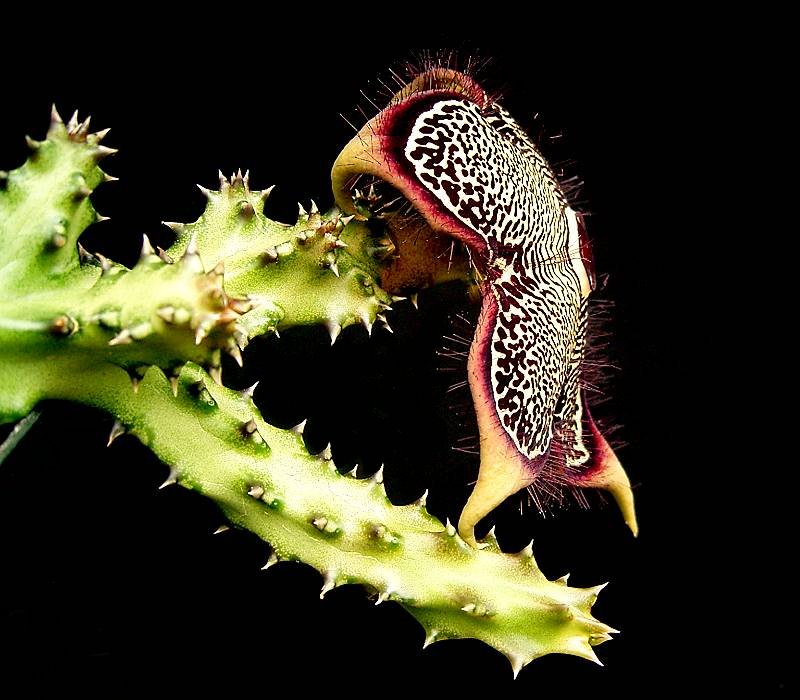
Triebe mit bedornten Warzen

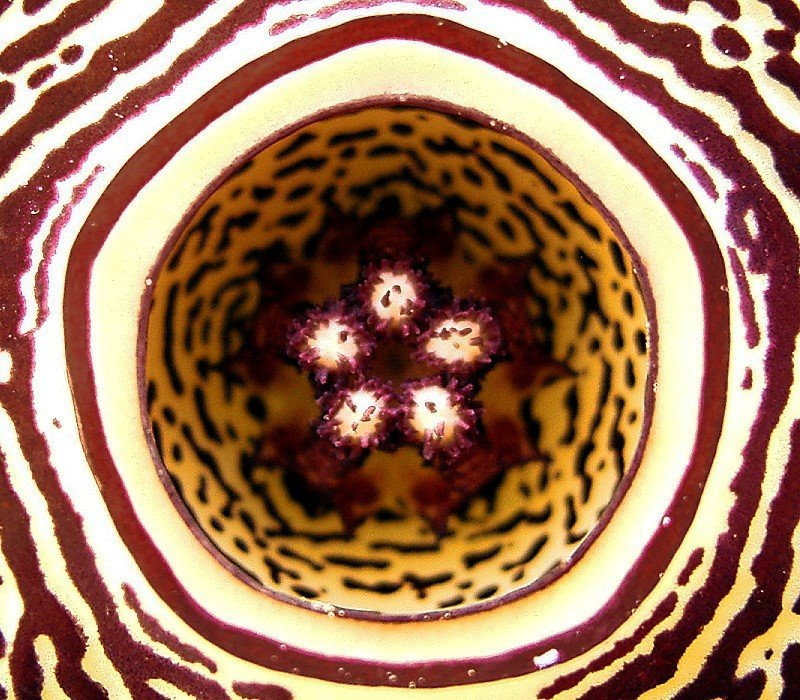
Kronenröhre mit konzentrischen Ringen und Nebenkrone

## Beschreibung
Edithcolea grandis bildet ausdauernde, stammsukkulente, niederliegend bis aufsteigende, stark verzweigte Triebe. Sie erreicht Wuchshöhen von bis zu 75 cm, die Triebe Durchmesser von bis zu 3 cm. Sie sind im Querschnitt gerundet vier- bis fünfrippig. Die Rippen sind manchmal schraubig gedreht. Die Oberfläche ist kahl und braunoliv gefärbt. Die lineare bis versetzt angeordnete konische Warzen besitzen apikal spitzen, harte und stechende Dornen.
Der Blütenstand besteht meist nur aus einer Blüte, die an den oberen Triebteilen erscheint. Der Blütenstiel ist kahl, bis 23 mm lang und misst bis 3,5 mm im Durchmesser. Die zwittrige radiärsymmetrische, fünfzählige Blüte ist flach tellerförmig und weist einen Durchmesser von etwa 8 bis 12,5 cm auf. Die eilanzettlichen und zugespitzten Kelchblätter (Sepalen) messen 5 bis 9 mm × 1,5 bis 3 mm und sind damit etwa gleich lang wie die kurze Kronröhre. Die Krone ist außen olivgrün, innen hellgelb mit zahlreichen purpurbraunen Punkten und Flecken. Die Kronröhre ist becherförmig (etwa 6 mm × 8 mm), der Rand etwas hochgewölbt. Innen sitzen feine Warzen auf konzentrischen, etwas erhabenen purpurbraunen Ringen. Die Kronenzipfel sind breit gerundet (3,5 bis 5 cm × 2,5 bis 3 cm) mit je einem apikalen Zipfelchen. Die obere Hälfte der Zipfel ist dunkelbraun bis olivgrün und glatt. Bogenförmig über die Mitte der Zipfel und an den unteren Rändern verlaufen Zonen mit braunen „Keulenhaaren.“ Fünf weitere Bänder mit braunen „Keulenhaaren“ verlaufen vom Schlund radial auf die Einschnitte der Zipfel zu. Die Nebenkrone ist zweireihig und gelblich. Die interstaminalen Nebenkronenzipfel sind gerundet quadratisch oder quer rechteckig. Sie bilden basal Taschen und sind fein behaart. Die staminalen Nebenkronenzipfel liegen den Staubblättern auf. Sie sind apikal dreieckig verbreitert und überdecken sich seitlich. Dorsal weisen sie feine Stacheln oder Warzen auf. Die Staubblätter sind dreieckig, die Pollinien relativ groß. Die Narbe ist gelappt.
Die Früchte sind spindelig-abgespreizte, vielsamige Balgfrüchte. Die bräunlichen, etwa 6 mm × 4 mm messenden, flachen, eiförmigen und kurz geflügelten Samen besitzen einen Haarschopf mit einem Durchmesser von 25 bis 30 mm.

## Verbreitung
Edithcolea grandis kommt in Äthiopien, Somalia, Kenia, Uganda, Tansania sowie auf der Insel Sokotra vor. Die Erstbeschreibung erfolgte 1895 durch Nicholas Edward Brown.

## Synonymie
Zur Gattung Edithcolea wurde ursprünglich noch eine zweite Art gestellt, Edithcolea sordida N.E.Br., die inzwischen jedoch als Synonym von Edithcolea grandis betrachtet wird. Auch die von Lavranos und Hardy im Jahr 1963 aufgestellte Varietät Edithcolea grandis var. baylissiana wird von Müller & Albers (in Albers & Meve, 2002) nicht als solche anerkannt.